# Alejandro Barletta

Alejandro Barletta

Alejandro Barletta (* 20. September 1925 in Buenos Aires; † 26. April 2008) war ein argentinischer Komponist und Bandoneonvirtuose.

## Leben und Werk
Alejandro Barletta machte erste Erfahrungen mit dem Bandoneon im Alter von fünf Jahren, dank eines Weihnachtsgeschenks, das er von seinen Eltern erhalten hatte. Zwei Jahre später begann er, Auftritte an seiner Schule anzubieten, und im Alter von zwölf Jahren gab er mit seinen beiden Brüdern Osvaldo (Violine) und Miguel Angel (Kontrabass) im sogenannten 'Barletta Trio' öffentliche Konzerte.
Alejandro Barletta debütierte 1944 mit Konzerten in Buenos Aires. Ab 1949 gab er Konzerte im gesamten Südamerika, den Vereinigten Staaten und in Europa. Mehrere Komponisten schrieben Konzertstücke für Alejandro Barletta. Unter diesen  befanden sich Estéban Eitler mit dem Stück Musik für Flöte, Viola und Bandoneon von 1944, Juan José Castro mit der Sonatina campestre sowie die Komponisten Roberto Caamaño, Virtú Maragno und Juan Orrego-Salas.
Außer zahlreichen Transkriptionen schrieb Alejandro Barletta Originalstücke für sein Instrument. Zu nennen sind hier die Primera suite para trio und die Micro-suite clásica para viola y bandoneon.
Alejandro Barletta galt als absoluter Pionier des Bandoneons. Er führte 1951 als erster in der Musikgeschichte das Konzert Nr. 4 für Orgel und Orchester von Georg Friedrich Händel mit dem Pariser Symphonieorchester unter Leitung von André Cluytens im Theater Champs-Élysées in Paris mit einem Bandoneon auf. Alejandro Barletta starb am Samstag, dem 26. April 2008, mit 83 Jahren an den Folgen eines Schlaganfalles.